# Carshalton

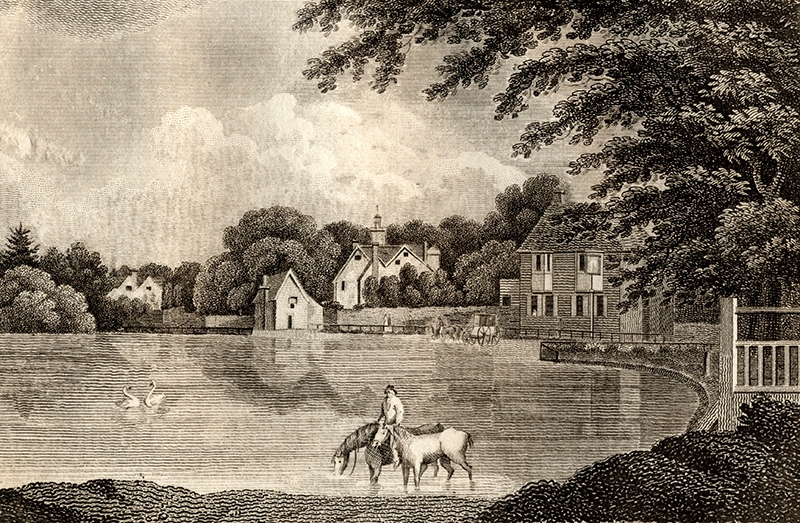
Carshalton, 1806

Carshalton (phiên âm /kɑːˈʃɔːltən/, kah-SHAWLT-ən, thông dụng /keɪsˈhɔːtən/, kays-HAWT-ən) là một khu vực ngoại ô Khu Sutton của Luân Đôn, Anh. Nó cách 10 dặm (16,1 km) về phía nam-tây nam của Charing Cross, nằm trong thung lũng của sông Wandle. Tổng dân số năm phường bao gồm Carshalton là 45.525 người theo cuộc điều tra dân số năm 2001.